# Guinea Ecuatorial en los Juegos Olímpicos de París 2024
Guinea Ecuatorial estuvo representada en los Juegos Olímpicos de París 2024 por tres deportistas, dos hombres y una mujer, que compitieron en dos deportes.
Los portadores de la bandera en la ceremonia de apertura fueron el nadador Higinio Ndong Obama y la atleta Sefora Ada Eto. El equipo olímpico ecuatoguineano no obtuvo ninguna medalla en estos Juegos.